# Torrecuso
Torrecuso község (comune) Olaszország Campania régiójában, Benevento megyében, 50 km-re északkeletre Nápolytól, 10 km-re északnyugatra a megyeszékhelytől.

## Fekvése
A megye északnyugati részén fekszik. Határai: Benevento, Foglianise, Fragneto Monforte, Ponte, Paupisi és Vitulano.

## Története
A települést valószínűleg a longobárd (7-8. század) időkben alapították. A következő századokban nemesi birtok volt. A 19. században nyerte el önállóságát, amikor a Nápolyi Királyságban felszámolták a feudalizmust.

## Népessége
A népesség számának alakulása:

## Főbb látnivalói
- Sant’Erasmo Vescovo-templom
- San Liberatore-templom
- SS. Annunziata-bazilika